# Słodka pokusa
Słodka pokusa (Sweet temptation) – amerykański dramat obyczajowy przedstawiający historię dwóch rodzin, które mimo że doszło do rozwodów próbują na nowo ułożyć sobie życie.

## Główne role
- Beverly D’Angelo - Jesse Larson
- Jenny Lewis - Jade Larson
- Rob Estes - Billy Stone
- Francia Dimase - Caroline
- Meadow Sisto - Horizon
- Wendy Lawless - Denise
- Ted Shackelford - Les Larson
- Judyann Elder - Teak
- Natasha Dorfhuber - Molly Stone
- Brian Donovan - Shand